# Doddakannalli, Bangalore South
Doddakannalli là một làng thuộc tehsil Bangalore South, huyện Bangalore Urban, bang Karnataka, Ấn Độ.